# Шенкель, Даниэль
Даниэль Шенкель (нем. Daniel Schenkel; 21 декабря 1813, Цюрих — 18 мая 1885, Гейдельберг) — швейцарский протестантский богослов, духовный писатель и издатель. Был членом Союза немецких протестантских церквей, имел репутацию резкого противника католицизма и сторонника консервативного протестантизма, однако впоследствии стал высказываться в пользу диалога между различными церквями и идеи о том, что протестантская теология должна развиваться и изменяться.
Был родом из Цюриха. Богословское образование получил в Базеле и Гёттингене, в 1841 году стал старшим пастором собора в Шафгаузене, в 1849 году стал профессором богословия в Базельском университете, а в 1851 году — в Гейдельбергском университете, где одновременно стал директором богословского семинара и университетским проповедником. В 1856/1857 учебном году был ректором университета. Считался одним из наиболее авторитетных протестантских богословов Бадена, несколько раз приглашался на синоды церквей. Умер вскоре после выхода на пенсию.
С 1852 по 1859 год был редактором Allgemeine Kirchenzeitung; в 1859 году основал издание «Allgemeine Kirchliche Zeitschrif», литературный орган умеренно-свободомыслящего церковного направления, и был его главным редактором с 1861 по 1872 год. Также в 1858—1859 годах издавал в Висбадене «Christl. Dogmatik». Одним из главных его трудов стал пятитомный библейский словарь, вышедший в Лейпциге в 1869—1875 годах, над которым Шенкель работал с 1867 года.
Ещё в пору преподавания в Базеле написал сочинение против Д. Ф. Штрауса «Wissenschaft und Kirche». Его большое сочинение «Das Wesen des Protestantismus» (Шафгаузен, 1846—1851; 2-е издание — 1864), написанное в духе так называемого примирительного богословия, ставило целью доказать историческими фактами единство протестантских основных принципов и законность евангелического единения. литературный орган умеренно-свободомыслящего церковного направления. Его сочинение «Das Charakterbild Jesu» (4 издание — Висбаден, 1873), в котором он, основываясь на трёх первых евангелиях, пытался набросать чисто человеческий образ Христа, вызвало сильную полемику в богословских кругах. С 1863 года он трудился над основанием протестантского ферейна, основные мысли которого изложил в сочинении «Christentum und Kirche im Einklang mit der Kulturentwicklung» (Висбаден, 1867; 2-е издание — 1871). Другие работы: «Gespräche über Protestantismus und Katholizismus» (Гейдельберг, 1852); «Unionsberuf des evang. Protestantismus» (ib., 1855); «Die Reformatoren und die Reformation» (Висбаден, 1856); «Luther in Worms und in Wittenberg» (Эльберфельд, 1870); «Die Gründlehren des Christentums aus dem Bewusstsein des Glaubens im Zusammenhange dargestellt» (Лейпциг, 1877); «Das Christbild der Apostel und der nachapostollischen Zeit» (Лейпциг, 1879).